# Melitta
A Melitta görög eredetű női név, jelentése: méh.

## Rokon nevek
- Melissza:[1] a Melitta alakváltozata.[2]

## Gyakorisága
Az 1990-es években a Melitta igen ritka, a Melissza szórványos név, a 2000-es években a Melitta nem szerepel a 100 leggyakoribb női név között, a Melissza 2007-ben a 96., 2008-ban a 76. leggyakrabban adott női név volt.

## Névnapok
Melitta, Melissza
- március 10.[2]
- április 24.[2]
- szeptember 15.[2]

## Híres Melitták, Melisszák
- Hollós Melitta magyar színésznő